# Candy Crush Saga
Candy Crush Saga è un videogioco per smartphone e Facebook. Sviluppato dalla King, è una variante del gioco Candy Crush, realizzato per browser. Al luglio 2025 conta oltre 19.400 livelli.
Nel marzo 2013 ha superato FarmVille come gioco più popolare di Facebook, con una media di 45,6 milioni di utenti al mese. È stata l'applicazione più scaricata dall'App Store del 2013.
Nel novembre 2015 la King.com e con essa l'applicazione Candy Crush Saga è stata acquistata dalla Activision Blizzard per 5,9 miliardi di dollari.
Il 13 ottobre 2023 Microsoft ha finalizzato l'acquisizione di Activision Blizzard, rendendo Candy Crush un gioco di proprietà Microsoft e rendendo King, sviluppatrice di Candy Crush, parte degli Xbox Game Studios.

## Modalità di gioco
Il gioco è un classico puzzle in cui vanno create delle file di 3 figure identiche all'interno di una griglia, come Bejeweled. Ogni livello ha un differente schema composto da un insieme di dolcetti da tre a sei colori diversi, e qualche ostacolo. Le mosse consistono nello spostare di posizione i dolcetti per allinearne almeno tre dello stesso colore, i quali scompariranno facendo scendere i dolcetti posti sopra nello spazio lasciato vuoto, creando anche delle reazioni a catena. Le mosse possono essere orizzontali e/o verticali. Lo scopo dei livelli è non rimanere senza mosse da eseguire senza aver raggiunto il punteggio richiesto e l'obiettivo del livello. Dal 10 dicembre 2013 sono stati inseriti nuovi livelli in una sezione tutta nuova chiamata Sognolandia: si tratta di un nuovo mondo con uno stile notturno, con alcune novità e nuovi episodi. Questa sezione è stata poi rimossa nel 2016.
In ogni livello il conteggio dei punti è dato dalle stelle, che indicano le "tappe" del punteggio. Più punti si guadagnano, più stelle si ottengono (fino a tre).
Le stelle sono di tre colori: la prima è rossa, la seconda è verde e la terza è gialla.
Per il completamento di un livello è obbligatorio raggiungere il punteggio di una stella, mentre gli altri sono facoltativi. In realtà, il completamento di un livello porta automaticamente il punteggio a quello di una stella, qualora quello ottenuto durante la partita fosse inferiore.
Le musiche sono state modificate nel 2023
Inoltre, Candy Crush Saga funziona a vite: in totale ce ne sono cinque, ma ogni volta che si fallisce un livello, diminuiscono di un'unità; quando si perdono tutte bisogna aspettare mezz'ora per ogni ricarica, oppure si possono chiedere agli amici che giocano su Facebook.
In alternativa, è possibile acquistare un potenziamento chiamato "vite illimitate", che consente al giocatore di giocare senza perdere vite per un determinato periodo
di tempo, di solito due ore. In realtà dal 2024 ci sono svariati modi per ottenere vite illimitate per 15/30 minuti ma anche lingotti d'oro tramite giochi, ricompense, mini-sfide, raccolte e premi giornalieri.
Quando un giocatore completa il livello 10, il gioco gli offre 50 lingotti d'oro, che possono essere usati per acquistare vite, potenziamenti o mosse extra.

### Tipi di caramelle
Bisogna allineare almeno 3 caramelle per trasformarle in punti. I vari colori e forme sono:
| Colore    | Forma    |  |
| --------- | -------- |  |
| Rosso     | Fagiolo  |  |
| Arancione | Ovale    |  |
| Giallo    | Goccia   |  |
| Verde     | Quadrato |  |
| Blu       | Cerchio  |  |
| Viola     | Fiore    |  |

Le forme delle caramelle possono cambiare in base a degli eventi in corso ma il colore rimane sempre lo stesso

### Mondo della realtà
Il mondo della realtà è composto da una serie di livelli, ogni 15 (10 all'inizio dell'avventura) raggruppati in episodi, a loro volta ogni 6 raggruppati in mondi. Nel Regno delle caramelle Toffette intraprende un viaggio partendo da Caramellopoli. Vedrà nuovi luoghi, nuovi amici, e anche alcuni nemici. Per proseguire nel viaggio il giocatore dovrà superare i diversi livelli.
All'inizio e alla fine di ogni episodio, c'è un piccolo filmato dove Toffette parla con le mascotte e aiuta loro a risolvere i rispettivi problemi.

### Meccanismi speciali
I meccanismi speciali comprendono i booster (che aiutano il giocatore) e gli ostacoli (che mettono difficoltà); alcuni sono cambiati sin dalla creazione del gioco, altri sono rimasti uguali. Sono in costante evoluzione, motivo per cui bisogna fare affidamento alle ultime versioni pubblicate.
Quando quattro o più dolcetti vengono allineati si possono creare dei dolcetti speciali:
- Quattro dolcetti uguali in linea: creano una "caramella a strisce", un dolcetto rigato di bianco. La direzione delle strisce è inversa a quella con cui gli ultimi dolci sono scoppiati quando la caramella a strisce è stata creata. Quando viene fatta scoppiare, emette un raggio nella direzione indicata dalle strisce, distruggendo tutte le caramelle presenti in quella riga o in quella colonna.
- Cinque dolcetti uguali che formano una configurazione a L o T creano una "caramella incartata", una versione confezionata del dolcetto: quando viene fatta scoppiare esplode distruggendo gli 8 dolcetti tutt'attorno, in un quadro 3x3, poi cade nel fondo del riquadro rimasto vuoto ed esplode una seconda volta.
- Cinque dolcetti uguali in fila creano una "bomba colore", una pallina di cioccolato con zuccherini colorati: scambiandola con un dolcetto vicino, si distruggono tutti i dolcetti del medesimo colore nello schema. Quando scoppiano in automatico, si attivano su un colore a caso. Scambiandone due vicine scoppieranno tutte le caramelle presenti nello schema.
- Nel 2024/2025 è stata aggiunta una nuova bomba colore: un caricatore super: una pallina di cioccolato con zuccherini colorati e con in cima della glassa bianca scambiandola con un dolcetto vicino, si distruggono due volte tutti i dolcetti del medesimo colore nello schema. Quando scoppiano in automatico, si attivano su un colore a caso. Scambiandone due vicine o una bomba colore e un caricatore super scoppiando tutti i dolcetti presenti nello schema sempre per due volte. Si può ottenere superando diversi livelli.
- Quattro dolcetti a quadrato (con eventualmente un quinto) creano i "pesci di gelatina" on-board (durante il gioco) dal marzo 2025. È una mossa nativa di Candy Crush Soda Saga e del suo sequel Candy Crush Jelly Saga e scoppiati agiscono come singoli.

Alla fine di ogni livello tutti i dolcetti speciali vengono fatti esplodere con un ordine preciso (Sugar Crush): prima le caramelle incartate, poi quelle a strisce e infine le bombe colore.
Ci sono altri dolcetti speciali che possono essere trovati nello schema in alcuni livelli, o nel caso in cui il giocatore li abbia acquistati (si può iniziare il gioco scegliendoli dalla schermata di inizio del livello) tra cui i "pesci di gelatina", che eliminano altri tre dolcetti e le rispettive gelatine, oppure le "ruote di cocco", in grado di trasformare i primi tre dolcetti toccati in caramelle a strisce, che si attiveranno immediatamente nella direzione perpendicolare, ma anche le "caramelle fortunate" con una spunta bianca sopra che rilasciano caramelle che aiutano il giocatore a risolvere ordini.
Una mossa si può utilizzare anche per spostare tra loro due dolcetti speciali, indifferentemente dal colore. Ogni possibile scambio ha conseguenze differenti, in base ai dolcetti speciali mischiati: 
- due caramelle incartate creano una grande esplosione che distrugge tutti i dolcetti vicini in un riquadro di 5x5, attivandosi nuovamente per una seconda volta
- due caramelle a strisce cancellano interamente la riga e la colonna in cui vengono rilasciate
- due ruote di cocco operano allo stesso modo, trasformando in caramelle a strisce l'intera riga e l'intera colonna su cui rilasciate
- due bombe colore spazzolano l'intero quadro
- caramella incartata con caramella a strisce spazzano 3 righe e 3 colonne, in asse col punto di rilascio
- stessa cosa si ottiene se una delle due caramelle è sostituita da una rana (rana incartala con caramella a strisce o rana a strisce con caramella incartata); nella versione Android, tale rara combinazione produce un'animazione di grande effetto, una sorta di gratifica sotto forma di easter-egg
- la combinazione tra una bomba colore e una caramella a strisce provoca la conversione di tutti i dolcetti dello stesso colore della caramella a strisce in altrettante caramelle a strisce con orientamento casuale e attivazione immediata di essi; lo stesso dicasi per bomba colore con caramella incartata;
- due pesci di gelatina combinati insieme liberano tre pesci totali.

Se sul tabellone non ci sono più scambi possibili, accadrà il "mescolamento": tutte le caramelle, eccetto quelle speciali, verranno messe in un sacco rosa che, agitandosi, le disporrà in modo differente rispetto a prima, in modo tale da consentire ai giocatori altre mosse.

### Ostacoli
Possono essere:
- a) fissi (come le meringhe) o mobili (come le cialde);
- b) a più strati (come le cialde) o a singolo strato (come le liquirizie);
- c) rimovibili (come i mixer magici) o irrimovibili (come le fontane di cioccolato);
- d) possono passarci caramelle attraverso (come i cristalli di zucchero), bloccano le caramelle sottostanti (come i foglietti di marmellata) od occupare posti sul tabellone (meringhe);
- e) possono essere colpiti solo tramite caramelle speciali (come le gabbie di liquirizia) e non con un semplice scambio adiacente (come le cialde).

Tutti gli ostacoli, che ad evenienza possono risultare utili per il giocatore, sono i seguenti:
- meringhe, fisse, da eliminare combinando caramelle limitrofe (o con caramelle speciali): sono bianche quando sono semplici e hanno delle decorazioni rosse/rosa a spirale che le potenziano, ai loro strati massimi si devono colpire 5 volte; la loro prima apparizione è nel livello 2;
- foglietti di marmellata, è fisso e protegge le caramelle sottostanti, hanno un solo strato e si distruggono unendo caramelle adiacenti, agendo con caramelle speciali (anche combinazioni) o unendo caramelle a quella protetta; la loro prima apparizione è nel livello 11;
- cialde al caramello, mobili come le ruote di liquirizia, ma funzionano come le meringhe: non bloccano gli effetti delle caramelle speciali, ai loro strati massimi si devono colpire 5 volte; la loro prima apparizione è nel livello 351;
- torte, che occupano un quadrato di 4 caselle, e sono formate da 8 spicchi da distruggere uno per uno unendo le caramelle adiacenti; la loro prima apparizione è nel livello 441;
- blocchi di cioccolata, che a ogni mossa inglobano una caramella adiacente, fino a invadere lo schermo se non li si distrugge; la loro prima apparizione è nel livello 141;
- blocchi di cioccolata fondente, che hanno fino a 3 stati e si eliminano come i blocchi semplici; la loro prima apparizione è nel livello 1003;
- meringhe di gomma da masticare, funzionano come le meringhe classiche, ma alla loro eliminazione rilasciano un'esplosione 3x3, ai loro strati massimi si devono colpire 5 volte; la loro prima apparizione è nel livello 261;
- ruote di liquirizia, mobili ma da eliminare combinando caramelle a loro limitrofe; esplodono ma fermano l'effetto di azioni su righe e colonne; la loro prima apparizione è nel livello 36;
- gabbie di liquirizia, che occorre distruggere per liberare il pezzo sottostante; la loro prima apparizione è nel livello 21;
- gusci di liquirizia, fino a 3 strati di apertura, vanno eliminati con caramelle speciali, combinazioni o pesci di gelatina, al termine rilasciano una bomba colore da scoppiare; la loro prima apparizione è nel livello 771;
- bombe, dopo un certo numero di mosse, se non vengono distrutte, esplodono e fanno perdere la partita; la loro prima apparizione è nel livello 96;
- macchine produttrici (fontane) di cioccolata, indistruttibili ed in azione una mossa su tre; la loro prima apparizione è nel livello 186;
- macchine produttrici (fontane) di cioccolata fondente, indistruttibili ed in azione una mossa su tre; la loro prima apparizione è nel livello 9171;
- macchine produttrici di ostacoli generici (mixer magici), distruttibili ma dopo esservi esplosi nei pressi almeno 5 volte (ogni volta che vengono "colpite" perdono uno dei 4 rivetti angolari più un'altra volta per rimuoverli completamente), rilasciano un'esplosione che agisce nelle zone adiacenti come una caramella incartata; la loro prima apparizione è nel livello 1055;
- il teschio, da cancellare a più riprese, fino a quando liberi d'un colpo la parte di quadro da lui protetta;
- le chiavi, che più che un ostacolo sono la via obbligata per sbloccare parti di quadro di gioco lucchettate, dette gabbie di zucchero (sono protette fino a 5 strati complessivi, quindi bisogna scoppiare 5 chiavi abbinandole come caramelle normali); la loro prima apparizione è nel livello 501;
- galleggianti, sono blocchi fissi che rilasciano pesci di gelatina, possono essere attivati tramite caramelle speciali (un solo pesce liberato a tocco) o con combinazioni di caramelle speciali (tre pesci liberati a tocco); la loro prima apparizione è nel livello 2406;
- recinto di bastonicini di zucchero fisso, di colore rosso e bianco, circonda degli spazi dividendo virtualmente lo spazio di gioco, non si possono fare mosse che includono un lato e l'altro insieme, non possono mai essere eliminati, le combinazioni delle caramelle passano attraverso; la loro prima apparizione è nel livello 3246;
- recinto di bastonicini di zucchero rimovibile, di colore viola, verde e arancione, circonda degli spazi dividendo virtualmente lo spazio di gioco, non si possono fare mosse che includono un lato e l'altro insieme, possono essere eliminati tramite combinazioni adiacenti, caramelle speciali, pesci di gelatina, combinazioni o piñate, le combinazioni delle caramelle passano attraverso; la loro prima apparizione è nel livello 4086;
- cristalli di zucchero (bianche-blu), fino a 3 strati, impediscono le combinazioni di caramelle e assorbono quelle speciali (spariscono); rimangono ferme (sono fissi) anche sui nastri trasportatori ma possono essere eliminate; la loro prima apparizione è nel livello 4596;
- catene di liquirizia arcobaleno, fino a 5 strati sono legate tra loro, la catena si distrugge totalmente quando la zona più debole viene rimossa; la loro prima apparizione è nel livello 711;
- rivestimenti di zucchero (rosa), fino a 3 strati, funziona come i cristalli di zucchero bianchi-blu ma sono mobili; la loro prima apparizione è nel livello 5991;
- rapide arcobaleno, sono degli stampini dai quali esce una striscia di caramelle arcobaleno che deve cadere sul fondo (tipico dei livelli a rapida); la loro prima apparizione è nel livello 7116;
- recinto di liquirizia removibile, di colore blu e nero, funziona come quelli viola, verdi e arancioni di zucchero, quindi sono rimovibili, la differenza consiste nel fatto che le combinazioni delle caramelle speciali sono fermate come con la liquirizia normale; la loro apparizione è nel livello 7581;
- recinto di liquiriza fisso, di colore rosa e nero, funziona come quelli bianchi e rossi di zucchero, quindi sono fissi, la differenza consiste nel fatto che le combinazioni delle caramelle speciali sono fermate come con la liquirizia normale; la loro prima apparizione è nel livello 7596;
- blocco di ordini, marroncino, funziona vagamente come le gabbie di zucchero e ricoprono zone dell'area di gioco e per essere sbloccate si devono rispettare gli ordini (come se fosse un sub-livello di ordini di caramelle); la loro prima apparizione è nel livello 7896;
- teschi acidi, racchiude elementi, tra cui caramelle e altri bloccanti. Consiste in un teschio mobile di 5 strati e una serie di piedistalli. Il teschio si muove attorno ai piedistalli secondo uno schema predeterminato e ripetuto. Una volta abbinate le caramelle accanto al piedistallo con il teschio, il teschio si sposta su un altro, se il teschio viene distrutto, vengono distrutti anche tutti i piedistalli; la loro prima apparizione è nel livello 8031;
- blitz di bonbon, se colpito, ha l'effetto della caramella speciale raffigurata al suo interno; la loro prima apparizione è nel livello 8766;
- barattoli di gelatina, devono essere esplosi e all'esplosione rilasciano gelatine utili per la tipologia di livello; la loro apparizione è nel livello 9621;
- cobra di caramelle, si ricarica alla quinta volta e va verso il cestino corrispondente distruggendo tutto sul suo cammino e producendo tessere; la loro prima apparizione è nel livello 10461;
- involucri colorati, vanno distrutti a seconda del colore di cui sono con combinazioni adiacenti e rilasciano caramelle speciali; la loro prima apparizione è nel livello 11421;
- macchina di bolle di gomme da masticare, sono presenti sul tabellone e quando vengono colpite (una macchina a bolla) conteggiano per i livelli ad ordini di questa tipologia, una bolla in meno; scompaiono quando hanno terminato la loro funzione; la loro prima apparizione è nel livello 15531.

Si segnala tuttavia che sono sempre in corso aggiornamenti e blocchi obsoleti sono sostituiti con blocchi più funzionali.

### Booster
Per superare i livelli più difficili, esistono degli oggetti d'aiuto (o caramelle speciali), chiamati booster: ognuno di essi si sblocca da un certo livello e da lì il giocatore ne ha a disposizione tre pronti subito. Una volta esauriti, si possono comprare o se ne può ottenere uno casuale al giorno tramite la "ruota giornaliera del booster" (o ancora partecipando ad eventi come scalate o scatole di cioccolatini da riempire superando un certo numero di livelli; c'è la "Gara settimanale", arrivando in vetta alla quale si riscatta un discreto jackpot; ora anche gli appartenenti ad una squadra possono tra di loro donarsi lecca-lecca o vedersi donate extra-mosse). 
Si dividono in booster che devono essere selezionati prima del gioco (pre-game) oppure durante il gioco (in-game). Tra questi vi sono:
- bombe colore, caramelle a strisce o incartate, pesci di gelatina, ruote di cocco e caramelle fortunate (descritte sopra) sono pre-game
- martello lecca-lecca (lollipop), in-game, che elimina una qualunque caramella senza esaurire una mossa;
- scambio libero (un guanto rosso), in-game, che permette di scambiare due caramelle di qualsiasi colore senza neanche questa volta esaurire una mossa;
- mosse extra, pre-game, che aumenta il limite delle mosse in un livello di 5 unità, richiede un pagamento; spesso, alla fine di un livello non superato vien offerta la possibilità di ottenere mosse extra più un'eventuale Ufo guardando da 1 a 3 spot pubblicitari; allo stesso modo, è possibile che prima dell'inizio del livello sia disponibile la visione di uno spot, in cambio di un booster;
- ufo, in-game, che "volerà" sul tabellone e trasformerà tre caramelle casuali in caramelle incartate e le farà esplodere;
- pennello a strisce, in-game, che trasforma una caramella a scelta in una a strisce, scegliendone la direzione;
- party booster o piñata, in-game, che pulisce tutta la schermata di gioco, rimuovendone gli ostacoli come liquirizie, cialde o meringhe, e rilascia quattro caramelle speciali che esplodono istantaneamente.

### Tipologie di livelli
- Livelli a mosse: indicati con il colore arancione e due caramelle che si scambiano, sono livelli poco frequenti in cui l'obiettivo è raggiungere un determinato punteggio con un limitato numero di mosse. Al termine delle mosse, se l'obiettivo non è ancora raggiunto, per aumentare il punteggio esplodono anche le eventuali caramelle speciali che si erano create in precedenza. Sono stati rimossi del tutto nel 2021. Al livello 1
- Livelli a gelatina: indicati con il colore blu e quattro gelatine, sono livelli frequenti in cui l'obiettivo è eliminare tutte le gelatine dallo schermo. Ci sono gelatine singole, di color grigio, e quelle doppie, di color biancastro, che richiedono due colpi per essere distrutte. Si sblocca al livello 6
- Livelli a ingredienti: indicati con il colore verde e una freccia che punta verso il basso, sono livelli frequenti in cui l'obiettivo è portare verso il fondo dello schermo (o verso il fondo delle colonne con una freccia verde posta alla loro estremità) uno o più ingredienti tra nocciole e ciliegie. Sono presenti dal livello 11 in poi. Dopo la rimozione degli ingredienti, furono ufficialmente sostituiti dai draghi gommosi.
- Livelli ordini caramelle: indicati con il colore rosa e un segno di spunta, sono livelli frequenti e consistono nel raccogliere un certo numero di dolcetti richiesti dal livello. In alcuni vi è richiesto un numero preciso di dolcetti semplici di un colore o speciali, in altri vi sono richiesti anche mescolamenti tra più dolcetti speciali. Si sblocca al 126
- Livelli misti: indicati con il colore per metà rosa per metà blu è per metà verde, consistono nella combinazione di due tra i tipi di livello sopra indicati. Ad oggi vi sono diverse combinazioni. Sono i livelli più frequenti.
- Livelli a tempo (rimossi): indicati con il colore viola e una clessidra, erano livelli poco frequenti in cui l'obiettivo era raggiungere un certo punteggio in un limitato numero di secondi che potevano essere accumulati facendo scoppiare le caramelle "tempo extra", indicate con la dicitura "+5". Al termine dei secondi, se l'obiettivo non era stato ancora raggiunto, per aumentare il punteggio esplodevano anche le eventuali Caramelle speciali che si erano create in precedenza e le caramelle Tempo extra si trasformavano in Caramelle incartate che esplodevano immediatamente. Le mosse erano illimitate, mentre il tempo poteva variare da soli dieci secondi a ben tre minuti. Si sblocca al livello 20 Sono stati rimossi definitivamente a maggio 2018 e sostituiti dai livelli a mosse, ma fino al 31 dicembre 2020 è stato possibile giocare a questa modalità nel sito ufficiale della King[5].
- Livelli a rapida: indicati con il colore turchese e una cascata, bisogna far cadere delle caramelle arcobaleno in degli stampi. Sono poco frequenti. Sono stati rimossi

I colori dei livelli tuttavia, sono stati rimossi sull'app ufficiale per lasciare spazio ad una nuova colorazione: rosa per i livelli di difficoltà normale, viola per quelli difficili celesti per quelli super difficili blu da incubo e marroni per quelli leggendari il pin (il tondino che indica il numero del livello) si colora di arancione se si supera al primo tentativo.

### Sognolandia
Sognolandia è un nuovo mondo inserito dai programmatori il 10 dicembre 2013. Era disponibile anche su smartphone e tablet ed era possibile accedere a quest'area completando il livello 50 del mondo della Realtà.
In questo mondo il protagonista era un gufo di nome Odus, che accompagnava Toffette, appisolata sotto un albero, nei suoi sogni con lo scopo di avverarli.
In Sognolandia c'erano nuovi episodi con nuovi livelli molto simili a quelli del mondo della realtà ma con un ostacolo aggiuntivo, ovvero la "bilancia lunare", ovvero un "trespolo" dove Odus si poggiava durante il corso del livello: funzionava da bilancia e i pesi alle due estremità corrispondevano alle caramelle di un determinato colore, difatti quando si eliminavano dal quadro caramelle del colore di uno dei due "bracci" della bilancia, essa pendeva da un lato; per farla tornare in equilibrio, ovviamente, bisognava creare combinazioni di caramelle del colore rappresentato nel braccio opposto della bilancia. Quando la bilancia pendeva troppo da un lato, Odus cadeva, in tal caso il livello s'interrompeva con la perdita di una vita. Il numero di caramelle necessarie per causare la caduta di Odus variava a seconda del livello, passando da soli 5 dolcetti a ben 18.

#### Moon struck
Il moon struck era un fenomeno legato alla bilancia lunare. Essendo appunto una vera e propria luna, man mano che si facevano combinazioni di caramelle di un qualsivoglia colore, essa prendeva colore fino a diventare una luna piena. Al raggiungimento di ciò, il gufo Odus volava verso l'alto e iniziava il moon struck: consisteva nell'esplosione di tutte le caramelle di un determinato colore lasciando nel quadro tutte le altre. Durante tutto il periodo di moon struck (di durata variabile) le caramelle dello stesso colore di quelle eliminate non scendevano, riducendo quindi di uno il numero di colori diversi presenti nel quadro. Al termine Odus tornava a posarsi sulla bilancia, e le caramelle del colore escluso venivano reintrodotte.

## Accoglienza
Candy Crush Saga è famoso su Facebook avendo più di 70 milioni di "mi piace" nella pagina ufficiale. È la più famosa applicazione su Facebook e l'app più scaricata nell'Apple Store e Google Play. Un'immagine del gioco è visibile nel video di Psy Gentleman. Candy Crush Saga ha avuto particolare successo nei mass media di Hong Kong, riportando la statistica di un cittadino di Hong Kong su sette che gioca a Candy Crush. Nel 2014 Candy Crush Saga (insieme ad altri giochi simili) è stato dimostrato essere NP-difficile.

## Seguiti e spin-off
- Candy Crush Soda Saga (2014)
- Candy Crush Jelly Saga (2016)
- Candy Crush Friends Saga (2018)

Dall'applicazione è stato tratto un gioco da tavolo, Candy Crush Duel, edito da Just Entertainment e ideato da René Groen. Ne esiste anche una versione da viaggio chiamata Candy Crush Duel Pocket.